# 巴巴耶沃
巴巴耶沃（Бабаево）是俄罗斯沃洛格达州的一个城镇，位于沃洛格达以西约246千米的科尔普河畔，2002年统计人口12,604人，2023年估计人口11,646人。
根据传说，巴巴耶沃在1460年由一名叫巴巴伊的农民建立。1882年，一座制造电报电线和钩子的工厂在当地建成。该城在1925年获得城镇地位。
巴巴耶沃现在有两家乳品工厂、一家电子工程工厂和一家家具工厂。
59°23′N 35°57′E / 59.383°N 35.950°E